# 王金平
王金平（1941年3月17日—），中華民國政治人物，中國國民黨籍，生於高雄市路竹區，曾任立法院院長、副院長、立法委員、國民黨副主席，連續多屆位列國民黨全國不分區立法委員名單第一位，現任財團法人生技醫療科技政策研究中心董事長。自1975年起連續參與十三次立法委員選舉（含全國不分區席次），是中華民國憲政體制史上最資深的立委，共歷經嚴家淦、蔣經國、李登輝、陳水扁、馬英九、蔡英文等七任總統，自1999年起擔任立法院院長，是國會全面改選後迄今任期最長的院長。
2015年11月29日，其任期超過前院長倪文亞，成為中華民國任期最長的立法院院長，直至2016年1月31日，共擔任五屆在任十七年；2015年12月18日，最後一次主持立法院院會，晚間10時34分通過教育經費編列與管理法協商條文，也是其院長生涯最後一槌；2016年2月1日，因國民黨席次優勢不再而卸下院長職位，重回立委身分行使職權，同時因第九屆立委年輕化，使其成為該屆立委中最年長者；2020年1月31日正式結束長達44年、歷經近半世紀的立委生涯。

## 家族背景
王金平祖籍為福建省泉州府同安縣白礁鄉（今福建省漳州市龍海区角美镇白礁村），遷臺始祖王文醫，是名軍人，隨鄭成功來臺，在高雄路竹定居，到王金平已是第十一代。父親王科為家中長子，有六個兄弟，家中曾有田地十幾甲。王科因家庭經濟因素而無法升學，遂自行創業，成為食品工廠的負責人。王金平生於高雄州岡山郡路竹庄，上有兄姐。本人擁有土地高達四十多筆，被稱為「立院地王」。其中包括面積達三十多萬坪、位於高雄的一整個山頭，當地許多土地經過用途變更，價格已飆漲五倍之多。

## 早年經歷
畢業於臺南一中初中部及高中部，隨後考入臺灣省立師範學院（今國立臺灣師範大學）數學系。畢業後，王金平進入臺灣省立彰化進德實驗中學（今國立彰化師範大學）實習，主要教課項目是英文與數學，現任潤泰集團總裁尹衍樑曾經在高一時是他的學生。之後是服兵役，從憲兵退伍後，回家中的食品工廠工作，從事進出口貿易相關業務。王金平1970年代還曾經涉足汽車業務，是「台連汽車」創始股東之一。曾任高雄縣工會理事長。1992年曾攜妻子前往中國大陸求醫。

## 從政經歷

### 進入立法院
1975年，王金平以19萬票當選立法委員。之後於1980年、1983年、1986年、1989年、1992年、1995年、1998年、2001年在高雄縣選舉區連任。1982年，王金平與蔡辰洲、劉松藩等人組成立法院「十三兄弟會」，成為中國國民黨立法院黨團中很有勢力的新興派系。在「十信案」爆發後，只有王金平全身而退。
1993年，王金平獲得中國國民黨提名競選第二屆立法院副院長當選，1996年連任；1999年當選為立法院院長，2002年、2005年、2008年、2012年均連選連任，2004年後由國民黨提名為不分區立委連任；2011年國民黨中常會修正通過不分區提名辦法，增列不分區立委擔任立法院院長有特殊貢獻且黨有需求者得提名連任二屆。因此，王金平再被提名不分區立委；2016年，國民黨再次修改黨章使尚未卸任立法院院長的王金平得以不受限制被提名並當選第九屆不分區立委。

### 立法院院長

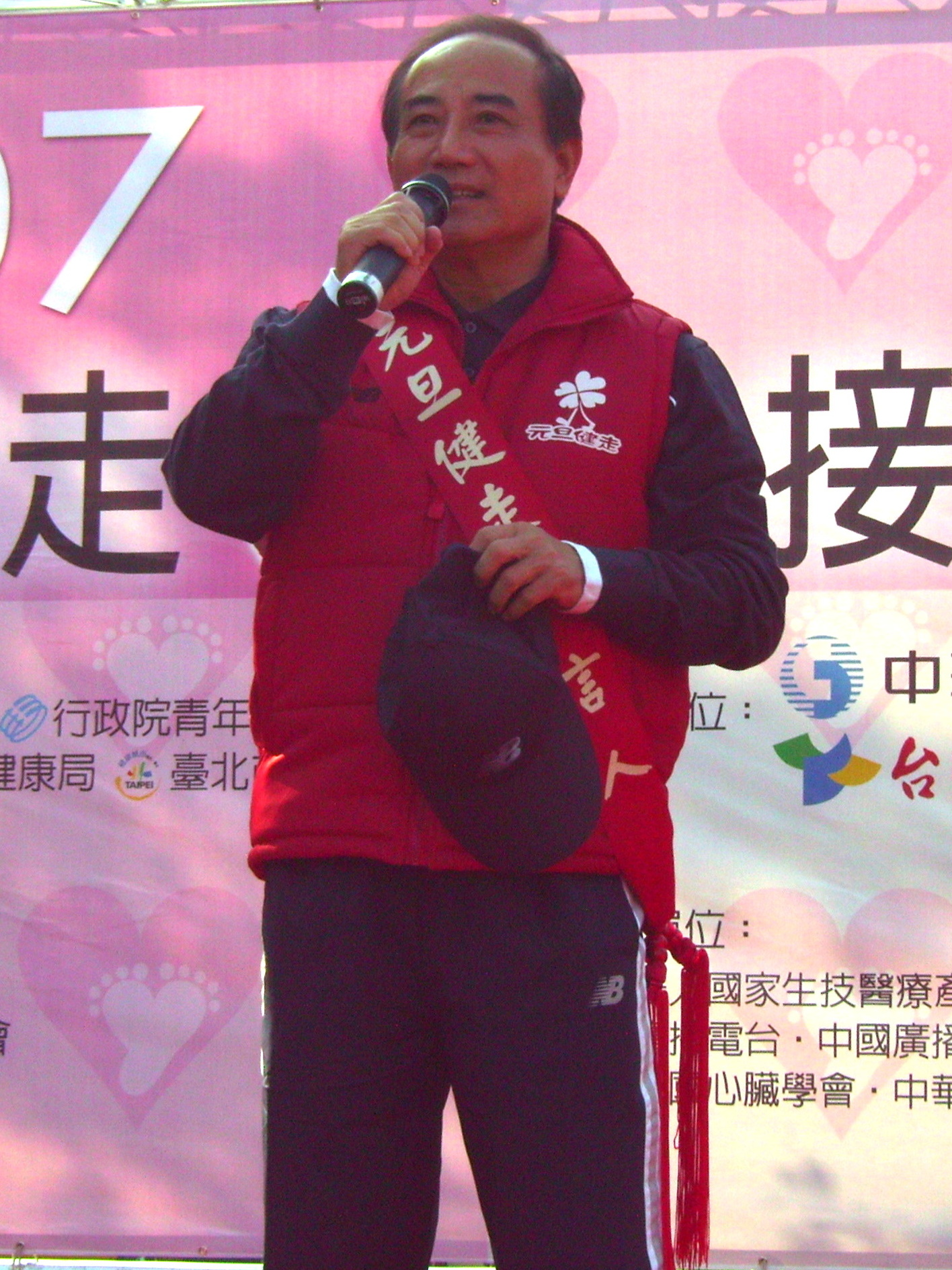
時任立法院院長王金平參加2007年元旦健走活動

#### 堅持國會自主
王金平堅持「國會尊嚴」、建立憲政慣例、拒絕中國國民黨中央施壓動用警察權使朝野衝突擴大之勇氣，獲得公民監督國會聯盟肯定。
對於最高法院檢察署特別偵查組監聽立法院總機，王金平表示：特偵組的說法和立委說法差距甚大，「監聽國會在民主國家是不可思議的事情，要把真相找出來。」立法院幕僚查證後說「0972630235」確實是立法院的節費電話之一，從2006年8月開始使用至今。

#### 捍衛國會對條約之實質審查權
對於兩岸服務貿易協議持續成為朝野爭議焦點，王金平院長表示，立法院院會已經通過朝野協商結論，議決將採逐條審查、逐項表決方式進行，特定承諾表，也應逐條審查、逐項表決，不得全案包裹表決，非經立法院實質審查通過前不得生效，因此不可能自動生效。他說由於涉及法律修訂，兩岸相關協議已不可能沿襲過去備查後自動生效的程序，立院將針對該協議舉行聽証會，不同產業的不同聲音都會在公聽會上提出來，也希望行政部門能多主動溝通說明，以降低國會的障礙和民意反彈。
王金平於2013年8月應國家文官學院邀請，以立法、行政關係為主題向高階文官發表演說時批評行政部門有許多專擅之處，是國家進步的阻礙，他並以兩岸服貿協議為例證，強調行政部門事前不溝通才會擴大爭議。他呼籲行政部門仔細評估該協議對哪些產業造成衝擊，多與民眾溝通，不要讓人民對政府充滿疑慮，立法、行政才可能相互配合。

#### 國會外交
王金平院長年於立法院接見訪問臺灣之各國國會成員與政要，亦常應邀率團訪問臺灣的邦交國或其他友邦，遍及亚洲、大洋洲、美洲、欧洲、非洲等，拜會政府首長與國會議長等。立法院也成立許多與各國之友好小組。他也是立法院跨黨派國際人權促進會的榮譽會長。
1999年、2002年、2009年多次率團訪問欧洲议会與多個歐洲國家，並於議會發表演講。
2002年首度訪問中美洲议会；2004年出席中美洲暨加勒比海地區國會議長論壇時，再度訪問中美洲議會；2006年參加首度舉行的「區域統合議會世界高峰會議」。
曾3度赴日拜會日本政府、國會與政黨，洽談臺籍日本兵的補償事宜，爭取到日本政府補償200億日圓。他表示，第二次世界大戰期間有20萬臺灣人被日本政府徵調作戰，其中3萬多人犧牲，傷殘者則有2萬多人。他也對近藤和雄等發起推動在琉球和平公園建立「台灣人戰爭犧牲者慰靈碑」、以慰藉台籍死難者英靈的作為表示敬意。
2011年起，王金平在臺灣對東日本大震災之援助中作出貢獻。2013年3月，率團參加在日本東京舉行的第44屆亞太國會議員聯合會（APPU）年會，會晤日本副首相兼財務大臣麻生太郎、前日本首相野田佳彥、公安防災大臣古屋圭司、與復興大臣根本匠等政要，並催生《臺日漁業協議》。
2013年1月與2月，王金平分別率朝野立委代表團參加美國總統歐巴馬與韓國總統朴槿惠的就職典禮。
2014年，幫忙促成國立故宮博物院國寶翠玉白菜於在日本東京國立博物館展出，且日本官方同意以「國立」故宮博物院名稱策展。

### 國民黨黨職

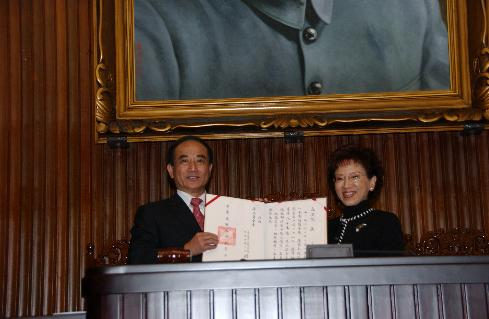
臨時主席洪秀柱委員頒發院長當選證書

王金平於1990年起擔任中央政策會副主委，1991年起同時擔任立法院工作會主任及黨團書記長。1992年當選中央常務委員。2000年王金平被選為中國國民黨副主席。
在2005年中国国民党主席选举中，馬英九得票72.4%，擊敗王金平。随後王金平拒絕馬英九的邀请，放棄副主席之職，專任立法院院長。

### 民生協助

#### 民間義勇消防組織推手
王金平於1997年9月起擔任中華民國義消協會理事長由李登輝擔任名譽總會長，連戰擔任名譽副總會長。將分散在各地的義消團體，組織成為全國性的社團。其成立要旨在於匯集二萬多名義消的力量，爭取應有的器材與裝備，提高保險給付與福利待遇，以協會的力量，作為打火兄弟救災的堅強後盾。
於1998年5月起擔任財團法人消防救災救護及發展基金會董事，由永豐餘造紙股份有限公司董事長何壽川擔任董事長，隔年11月更名為「財團法人消防發展基金會」。基金會成立宗旨為：以鼓勵全國消防及義消人員奮勇從公，加強維護公共安全，提供消防及義消人員實質協助，「照護與鼓勵」及「捐贈與培育」為基金會的兩大發展重點。
依據統計消防發展基金會從1998年成立至2012年9月為止，共辦理「因公傷亡殘疾慰問補助」之慰問金核發總計超過新台幣7,783萬元以上，慰問人數已達3,030人次；辦理「因公傷殘復健醫療補助」部份，醫療慰問補助核發總計超過新台幣242萬元以上，慰問人數達100人；辦理「子女獎學金申請補助」部份，獎助學金 補助總計超過新台幣916萬元以上，受惠消防、義消子女達3,860人；辦理「歷年因公殉職、死亡遺族及因公全殘、半殘之春節慰問」合計約新台幣434萬，慰問人數達1,269人次；與各縣市消防局、港務消防隊聯合辦理「義消教育訓練補助」經費達新台幣319萬以上；辦理「肺部X光健康檢查補助」金額達220萬以上，合計27,442人次。

### 重大事件處理
2009年8月莫拉克颱風造成重大災情，立法院院長王金平、國民黨立法院黨團、部分縣市首長、及在野之民進黨等公開建議總統發布更具行政彈性的緊急命令。並召開臨時會，處理莫拉克颱風災後重建特別條例草案，於8月28日立法院通過重建特別條例。
2014年3月18日起為抗議《海峽兩岸服務貿易協議》立法審查程序不正義，臺灣大學生與公民團體共同發起佔領立法院的抗議活動，稱為太陽花學運。立法院長王金平以保護學生安全為主，強調立院獨立自主，不強制驅離。並於佔領期間召開六次朝野協商，無奈皆破局。2014年4月6日立法院長王金平現身表態，強調在《兩岸協議監督條例》草案完成立法前，將不召集《服貿協議》相關黨團協商會議，呼籲學生離開議場，回到自己的崗位。
2014年7月31日至8月1日凌晨間在臺灣高雄市前鎮區與苓雅區發生多起石化氣爆炸事件，稱為高雄氣爆事件。為慰問高雄氣爆傷亡者，立法院長王金平指示立法院撥出250萬元，初步規劃給每位亡者2萬元、傷者5千元的慰問金。高雄氣爆發生後，民進黨立委提議制訂《高雄氣爆災變復原特別條例》，朝野立委5日更先後赴政院與江揆討論，但江宜樺明確表示訂定專法緩不濟急。面對此爭議立法院長王金平負責邀集民進黨團與行政院副院長毛治國協商。最後柯建銘說服綠營立委大致接受政院立場，未來包括補償、撫卹、重建等，地方政府若經費不足，將由中央幫忙，如此一來問題得以解決，中央也能夠接受，約定的協商也因此取消。

### 卸任院長後
2019年3月7日，王金平召開記者會正式宣佈參選2020年中華民國總統選舉。5月6日至8日，王金平前往中國大陸，至福建省漳州祭祖，並拜訪宗親。王金平在與國臺辦主任劉結一會面時談到自己一向認為「中華兒女一家親」，本是同根生、血脈文化無法切割，所以台獨是假議題，根本行不通；九二共識曾為兩岸和平奠定基礎，未來必能在這個基礎上尋求新共識，再創兩岸和平發展的新契機。6月6日，王金平與國民黨五人協調小組會面後，宣佈將不參與國民黨黨內總統初選，其團隊欲和郭台銘、柯文哲、親民黨、新黨、國會政黨聯盟等陣營商討籌組民主大聯盟。11月12日，王金平由於無法獲得親民黨方面的總統提名資格，宣佈退選。
2022年7月12日，王金平在2022年縣市長選舉擔任國民黨高雄市市長候選人柯志恩的競選總部榮譽主任委員。
2024年10月開線上課程「溝通協調」
2024年12月，王金平在 “中道和平联盟智库”成立会上就两岸关系表示“治权互不隶属，主权同而不分”。

## 選舉紀錄
| 年度 | 選舉屆數                     | 選舉區                                 | 所屬政黨   | 得票數    | 得票率 | 當選標記 | 備註 |
| ---- | ---------------------------- | -------------------------------------- | ---------- | --------- | ------ | -------- | ---- |
| 1975 | 第一屆立法委員第二次增額選舉 | 臺灣省第五選舉區                       | 中國國民黨 | 194,406   | 21.44% |          |      |
| 1980 | 第一屆立法委員第三次增額選舉 | 臺灣省第五選舉區                       | 中國國民黨 | 101,282   | 17.22% |          |      |
| 1983 | 第一屆立法委員第四次增額選舉 | 臺灣省第五選舉區                       | 中國國民黨 | 90,087    | 13.76% |          |      |
| 1986 | 第一屆立法委員第五次增額選舉 | 臺灣省第五選舉區                       | 中國國民黨 | 101,650   | 14.39% |          |      |
| 1989 | 第一屆立法委員第六次增額選舉 | 臺灣省第十二選舉區                     | 中國國民黨 | 83,543    | 18.73% |          |      |
| 1992 | 第二屆立法委員選舉           | 高雄縣選舉區                           | 中國國民黨 | 90,552    | 16.94% |          |      |
| 1995 | 第三屆立法委員選舉           | 高雄縣選舉區                           | 中國國民黨 | 106,656   | 19.60% |          |      |
| 1998 | 第四屆立法委員選舉           | 高雄縣選舉區                           | 中國國民黨 | 81,050    | 13.85% |          |      |
| 2001 | 第五屆立法委員選舉           | 高雄縣選舉區                           | 中國國民黨 | 59,100    | 10.21% |          |      |
| 2004 | 第六屆立法委員選舉           | 全國不分區選舉區                       | 中國國民黨 | 3,190,081 | 32.83% |          |      |
| 2008 | 第七屆立法委員選舉           | 全國不分區及僑居國外國民立法委員選舉區 | 中國國民黨 | 5,010,801 | 51.23% |          |      |
| 2012 | 第八屆立法委員選舉           | 全國不分區及僑居國外國民立法委員選舉區 | 中國國民黨 | 5,863,279 | 44.55% |          |      |
| 2016 | 第九屆立法委員選舉           | 全國不分區及僑居國外國民立法委員選舉區 | 中國國民黨 | 3,280,949 | 26.91% |          |      |

## 荣誉

### 中华民国勋章奖章
- 一等卿云勋章（2000年5月16日于台北总统府颁授[61]）
- 中正勋章（2008年5月7日于台北总统府颁授[62]）

### 外国勋章奖章
- 旭日大绶章（日本，2021年11月3日公布[63]，2022年3月9日于日本台湾交流协会台北事务所颁发[64]）

## 爭議事件

### 涉及關說

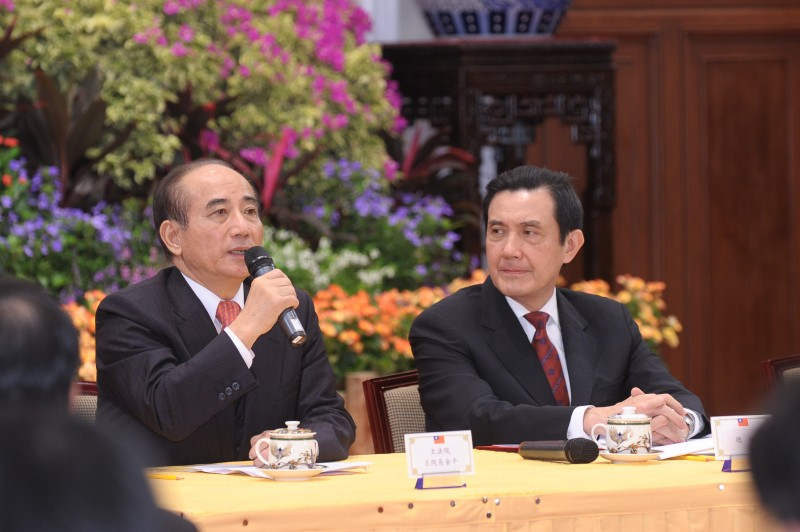
王金平與時任總統馬英九

#### 過程
2013年9月6日上午10點，最高法院檢察署特別偵查組趁王金平前往马来西亚主持女兒婚宴離開台灣時宣布：「法務部部長曾勇夫、臺灣高等法院檢察署檢察長陳守煌因王金平關說干預柯建銘司法案件」，曾勇夫被函送監察院調查違法責任、陳守煌被檢察官審議委員會調查，晚上曾勇夫被迫請辭；9月8日，馬英九在總統府召開四分鐘的「台灣民主法治發展的關鍵時刻」記者會批判王金平；9月10日，王金平返台澄清自己並未關說並發表「不辭職、不退黨、不組黨、不罷馬」的四不聲明。稍晚馬英九於總統府回應對此聲明感到十分失望，痛批王對於最關鍵的司法關說問題，完全避而不答；9月11日，馬英九召開記者會抨擊王金平「沒有關說」說法，中國國民黨中央委員會考核紀律委員會決議撤除王金平黨籍。王金平則立刻向臺灣臺北地方法院聲請「假處分」，以暫保黨籍；9月16日，國民黨對於王金平「假處分」提出抗告，由臺灣高等法院受理；9月30日，高等法院合議庭裁定駁回國民黨提出的抗告案；10月5日，馬英九宣布不再對假處份案提起抗告，但王金平確認黨籍存在的民事訴訟仍然會持續。

#### 各方反應
2013年9月9日，前民主進步黨主席蔡英文指出，國家元首指控立法院長關說，將解決公共議題的責任導向政治爭議，又挑起陷國家於混亂的政爭，「這樣的領導人如何有能力繼續治理國家？」她認為，這是台灣的悲哀。
2013年9月10日，國民黨榮譽主席連戰接受媒體報導時坦言不希望造成國民黨及社會動盪，並批評馬英九總統不該用這種不當的方式羞辱他，應給予基本的尊重；況且當時王金平還在國外，「馬主席作法有欠周延」。
2013年9月11日，親民黨副秘書長劉文雄轉述主席宋楚瑜兩點看法：「第一，他覺得監聽的事情是不應該存在的；第二點，政治不能夠那麼沒有人性。」
2013年9月6日，特偵組於最高法院檢察署新聞稿表示：「王金平院長接受柯建銘委員之請託，向曾勇夫部長、陳守煌檢察長關說柯建銘委員上訴案，雖違反立法委員行為法第 17 條，有關立法委員不得受託對進行中之司法案件進行遊說之規定，惟無罰則，至有無行政責任，事涉國會議事自律範疇，司法機關不宜介入。」
2014年9月16日，32位公法學者：「我國大法官已經數度闡明，國會自律是構成權力分立秩序的憲法基礎原則之一。國會自律也根植於憲法的民主原則，為擔保代議民主政治之實踐與尊嚴所必要。基於權力分立原則以及民主原則，國會倫理的形成與維持，特別是對於國會議員單純違反國會倫理規範之責任的追究與處罰，當然屬於國會自律事項，其他權力部門不得越殂代庖。特偵組既已表明王金平所涉關說疑案並無涉及刑事不法，而屬行政不法問題，則王金平是否因本案而不適任立法委員與立法院院長，屬國會自律範疇，殆無疑義。」
2014年1月27日，國立成功大學法律學系專任教授蔡志方於國家政策研究基金會發表「論王金平院長等之司法關說疑案與衍生之法律問題」。

#### 黨籍與院長資格
2013年9月11日，王金平到國民黨考紀會遞交署名「國民黨永久黨員」的陳述書。國民黨考核紀律委員會開會決議撤銷王金平黨籍，唯其法律效力因王金平向臺北地方法院聲請假處分而尚未確定。王金平所提訴訟有2項要求：（1）要求國民黨不得在訴訟確定前，將撤銷黨籍之證明書送達中選會，並要求讓他在判決確定前，繼續行使黨員職權。（2）王金平認為，自己並未違反國民黨紀律、亦未損及黨的榮譽，沒理由撤銷他的黨籍，要求法院判決確認他仍具國民黨黨籍。
中央選舉委員會主委張博雅亦表示，國民黨內規中還有一段申訴期，被處分人不服時，依法要等申訴程序走完之後，才能將黨籍喪失證明送到中選會，目前還不能馬上撤銷立委資格，「在申訴程序走完以前，王金平仍具有立委資格。」
9月11日下午，中央選舉委員會證實，收到國民黨的王金平黨籍喪失證明書，並隨即發函給立法院，註銷立委名籍。但在11日和12日，數度遭到立法院相關人士以下班時間或不得代收等理由阻擾拒收公文。不過，立法院於12日證實，已收到中選會發送的相關撤籍函的電子公文。國民黨籍立委許舒博在11日低調表示，國民黨已修改黨章，明定「申訴期間，不影響考紀會決議執行」。如最後司法判決還王金平公道，王金平應可請求損害賠償。
9月12日，內政部政次蕭家淇表示，依《公職人員選罷法》第七十三條之規定，國民黨將公文寄給中選會的同時，王金平就喪失國民黨全國不分區立委的資格。內政部長李鴻源同日也對媒體表示：“不分區立委喪失所屬政黨黨籍，喪失立委資格就生效，生效日期是喪失黨籍證明書送達中央選舉委員會備案起生效。”法界人士認為，王金平向法院提請的假處分案，最多僅能就王金平能否恢復國民黨黨籍做處理，而無權對於王金平的不分區立委資格以及立院院長之職務做裁定維持或回復，上述兩職位在11日中選會的備案處理時已失格。
9月13日，王金平在立法院以院長身分主持有關9月17日立院開議日議程的朝野協商，與朝野各黨團會商。參與協商的民進黨團書記長吳秉叡認為：「國民黨黨團三長都親自與會，承認今天立法院長仍然是王金平！」立法院由王金平院長代表發函邀請行政院長江宜樺於開議日到立法院進行施政報告。
9月13日，臺北地方法院表示：相較於王金平被撤銷黨籍後，無法續任立委，一旦重新遞補立委後，即便他打贏官司回復黨職，也無法回任立委，目前情勢對王確有重大且無法彌補回復的急迫損害，因此裁准假處分聲請，准予他以立委剩餘任期2年5月的薪水，總額新台幣938萬1,210元為相對人（國民黨）供擔保，換取暫時繼續行使黨員權利。這項裁定並非最後判決結果，其目的是讓雙方有從容時間進行實體訴訟。9月17日，王金平院長再次主持立法院開議。9月30日，臺灣高等法院維持臺北地方法院之裁定，王金平之院長身分未變。
2014年3月19日，臺北地方法院審結立法院長王金平確認中國國民黨黨籍存在案，判決王金平勝訴，他的國民黨黨籍存在。
2015年2月26日，國民黨新任主席朱立倫在中常會宣布停止訴訟，依據法院指正意見修訂2項法規，確認王金平仍保有黨籍。

#### 檢評會未認定王金平是否關說
2013年12月14日，檢評會完成決議，認定王金平院長涉及關說，但報告內容稱「無事證足以認定王金平有利用院長權勢或身分對陳守煌施壓」及「檢察官有接受關說又關說下屬，為什麼只建議警告？」兩處矛盾之處，因此認定這份報告並無公信力。12月20日，檢評會發布聲明稿指出，檢評會未就「王金平院長有無轉向前法務部長曾勇夫關說」一事，有所認定，並無所謂形同「訴外裁判」的情形。王金平對於檢評會結果表示不便置評，要大家看看檢評會聲明，「沒有就我的事情有所認定，都是個人在解讀的」。

### 林錫山案
2016年，前立法院秘書長林錫山涉入弊案，有媒體報導，林錫山被查獲的不明財產原本難以追查，但後來因林錫山曾打電話向前立法院長王金平報告，檢調掛線監聽林錫山，發現1月19日林錫山打給王金平說「院長對不起，給你添麻煩」，王金平回應「存摺」要好好處理，檢調人員擔心林錫山會滅證，甚至懷疑王金平知情，立即全面清查林錫山的帳戶、金流，因而查出2億多的資產，傳喚王金平說明，才知道當時是說「沉著」處理，不是「存摺」要處理。5月3日，王金平表示，自己是要林錫山「沉著」好好處理，當時林已從彰化要被帶到台北途中，很多檢調人員都在車子內，且是經過擴音，大家都有聽到，王金平也說「如果是存摺有什麼好處理的，存摺是銀行的人在處理，怎麼是你個人能夠自己來處理，不可能嘛！」他表示，自己當時就是在那個情況下，要林錫山好好地沉著處理。最初該案是靠立法院員工檢舉而揭發，但檢舉人身分曝光後，工作上被刁難、整肅，甚至被旁調到其他機構，2013年至2016年考績都拿乙等，2015年的考績經事後申訴改成甲等，直到2017年才有所改善。
國會觀察基金會董事長姚立明公佈了一份翻拍的神秘帳簿，裡面滿滿都是前立法院長王金平從2011年到2016年拿給立委選舉的帳目明細。姚立明在節目中爆料：「政治獻金收入嘛，你看500萬、100萬，有些大咖就給1,000萬。」這本帳簿收支拿進千萬起跳的政治獻金，再200萬、200萬的發，最關鍵的在備註欄，有的寫明給院長，有的給王、林、丁、賴各個不同的立委。另外一張整理的更清楚，左邊是立委名，右邊單位全都從百萬起跳，裡面有九成都是藍營和無黨籍立委，依照親疏遠近價碼不同。消息曝光，王金平否認卻不肯多做回應，而這份帳簿翻拍正本，姚立明三個月前就拿到了，時間往回推算，大概就是立法院秘書長林錫山被檢調搜索的幾天後。
2017年5月5日，台北地院認定立法院前秘書長林錫山收取回扣8罪及財產來源不明罪，判處16年徒刑，老長官王金平僅回應「尊重司法」，並未多談。

### 宗教基本法提案
2018年，王金平向立院提案《宗教基本法》，其內容賦予宗教極大權力，經過時代力量立委黃國昌揭發，而造成輿論譁然。由於輿論壓力，2018年10月23日身為提案人的王金平立刻撤簽提案聯署。

## 軼聞
王金平對布袋戲很有興趣，鍾愛「霹靂系列」，他曾說，最喜歡戲中角色就是「一頁書」，不僅曾拍賣一頁書戲偶，還曾在新春團拜時扮演一頁書；於2012贈一頁書戲偶給洛城台灣會館。
王金平姓名三個字恰好皆左右對稱。為此，他的臉書粉絲專頁「台灣公道伯」於2019年1月中旬舉辦尋找名字「左右對稱」並留言的網友就有機會得到其簽名新書《橋：走近王金平》的活動，並特別標註時任總統蔡英文參加。

## 評價
在2015年11月29日後，王金平成為中華民國史上在位最久的立法院院長，至2016年1月31日卸任為止共連任五屆17年，其性格圓融、長袖善舞，與台灣地方派系的關係緊密，使其得到的評價不一。
財經媒體人蔡玉真：「你看到的都是一個笑臉迎人的王金平，他從來不動怒的，我可以這樣子講，王金平沒有敵人，這是事實。」已故前立法委员蔡同榮：「他只有朋友、沒有敵人，而且他守信用、值得信任。」2004年11月新台灣新聞週刊質疑：「手撐黑金保護傘」直指王金平曾指點羅福助在會期結束前出國避風頭；幫伍澤元出具立法院公文給高等法院，解除出境限制讓伍至今逍遙法外；蘇盈貴被法院要求到案說明，王金平也消極不排入議程。民進黨立法院黨團前書記長蔡煌瑯指出，根據廣三案判決書中明言，立法院第四屆院長選舉時，劉松藩與另一組候選人（即王金平）都用不正當手段來競選，且有金錢流入不同帳戶。台湾团结联盟立法院党團前總召陳建銘指出，過去王金平曾參與政壇上呼風喚雨的「十三兄弟」，透過成立特定政治利益團體，來壯大個人聲勢。
2013年9月20日，天下雜誌專文指出：「王金平眼光獨到，交遊廣闊，是政治的精算師。」，2014年4月則評價他：「利益交換，累積人脈。」民进党立法院党团前总召施明德：「王金平是萬應公，沒有原則，不適合做總統。」民進黨立法院黨團總召柯建銘：「他是整合者，也是資源分配者，任何人找他，他都願意幫忙，沒有藍、綠之分。」國立清華大學退休教授彭明輝：「王金平雖然在人後做了許多壞事，但其較馬英九更尊重民意。」國立清華大學社會所所長姚人多：「這場充滿神聖性格的太陽花學運之完美結局，竟然是由這樣一位政壇暗黑界的代表一手喬出來的。」前國民黨立委邱毅認為王金平是藍皮綠骨的李登輝人馬。

## 外部連結
- 立法院院長王金平簡介 （页面存档备份，存于）
- 王金平的Facebook專頁
- YouTube上的王金平頻道

| 中華民國政府職務 | 中華民國政府職務                                             | 中華民國政府職務         |
| ---------------- | ------------------------------------------------------------ | ------------------------ |
| 立法院           |                                                              |                          |
| 前任： 沈世雄    | 立法院副院長 第二、三屆 1993年2月1日－1999年2月1日           | 繼任： 饒穎奇            |
| 前任： 劉松藩    | 立法院院長 第四、五、六、七、八屆 1999年2月1日－2016年2月1日 | 繼任： 蘇嘉全            |
| 體育角色         |                                                              |                          |
| 台灣職棒大聯盟   |                                                              |                          |
| 前任： 簡明景    | 台灣職棒大聯盟會長 第二、三任 1997年7月17日－2003年1月1日    | 與中華職業棒球大聯盟合併 |